# 94E busz (Budapest, 2006–2008)
A budapesti 94E jelzésű autóbusz a Kispest, Határ út és Gyál, Vecsési út között közlekedett. A vonalat a Budapesti Közlekedési Zrt. üzemeltette.

## Története
2006. október 1-jén az 54-es, a 94-es és a 294-es viszonylatok kiváltására három gyorsjáratot és egy expresszjáratot indítottak Gyál és Budapest között. 84-es jelzéssel új járat indult, mely Pestszentimre, központtól a Kisfaludy utcán érte el Gyált. A 89-es jelzésű busz a 294-es busz útvonalán járta körbe Gyált. A 94-es busz több megállóban állt meg, illetve új járat indult 94E jelzéssel, mely a 94-es üzemidején kívül közlekedett és kevesebb megállóban állt meg. 55-ös jelzéssel új alapjárat is indult a Boráros tér és Gyál között. Az 54-es busz változatlan maradt.
2008. augusztus 21-étől 94E jelzéssel közlekedik.

## Útvonala
| Gyál, Vecsési út felé | Kispest, Határ út felé                                                                           |
| --- | ------------------------------------------------------------------------------------------------ |
| Kispest, Határ út vá. – Határ út – Nagykőrösi út – Gyál, Kőrösi út – Ady Endre utca – Széchenyi István utca – Gyál, Vecsési út vá. | Gyál, Vecsési út vá. – Vecsési út – Kőrösi út – Nagykőrösi út – Határ út – Kispest, Határ út vá. |

## Megállóhelyei
| 0                                  | Kispest, Határ út végállomás | 29 | 66, 66, 84, 89, 94, 99, 123, 154, 154A, 154B, 194 42, 50, 52 |
| 3                                  | Nagykőrösi út                | ∫  | 48, 54, 55, 66, 84, 89, 94, 123, 154, 154A, 154B 3, 52       |
| 12                                 | Szentlőrinci út              | 17 | 19, 54, 55, 84, 89, 94, 254                                  |
| 18                                 | Pestszentimre, központ       | 12 | 35, 54, 55, 84, 89, 94, 135, 166, 254 Pestszentimre          |
| 19                                 | Csolt utca                   | 10 | 55, 89, 94                                                   |
| 20                                 | Ár utca (↓) Paula utca (↑)   | 9  | 55, 89, 94                                                   |
| 21                                 | Kalász utca                  | 9  | 55, 89, 94                                                   |
| Budapest–Gyál közigazgatási határa |                              |    |                                                              |
| 22                                 | Gyál felső, MÁV-állomás      | 7  | 54, 55, 89, 94 Gyál felső                                    |
| 24                                 | Ady Endre utca               | 5  | 55, 89, 94                                                   |
| 25                                 | Rákóczi Ferenc utca          | ∫  | 55, 94                                                       |
| 26                                 | Széchenyi István utca        | ∫  | 55, 84, 94                                                   |
| 27                                 | Somogyi Béla utca            | ∫  | 55, 84, 94                                                   |
| 29                                 | Bocskai István utca          | ∫  | 55, 84, 94                                                   |
| ∫                                  | Somogyi Béla utca            | 3  | 55, 89, 94                                                   |
| ∫                                  | Bocskai István utca          | 2  | 55, 89, 94 Gyál                                              |
| ∫                                  | Kőrösi út                    | 1  | 55, 94                                                       |
| ∫                                  | Szent István utca            | 0  | 55, 94                                                       |
| 30                                 | Gyál, Vecsési út végállomás  | 0  | 55, 84, 94                                                   |